# Малагасийско-русская практическая транскрипция
Малагасийско-русская практическая транскрипция — система передачи средствами русской письменности звучания слов малагасийского языка, государственного языка Мадагаскара.

## Передача гласных
| Буква или буквосочетание | Передача                              | Примеры                                  |
| ------------------------ | ------------------------------------- | ---------------------------------------- |
| a                        | а                                     | Antananarivo — Антананариву              |
| ai (ay)                  | ай                                    | Vangaindrano — Вангайдрану               |
| ао                       | ау                                    | Ambalavao — Амбалавау                    |
| e                        | е (после согласных) э (после гласных) | Nosy Be — Нуси-Бе Rajoelina — Радзуэлина |
| i (y)                    | и                                     | Ihosy — Ихуси                            |
| o                        | у                                     | Mahanoro — Махануру                      |
| oa                       | уа                                    | Toamasina — Туамасина                    |
| oi (oy)                  | уи                                    | Androy — Андруи                          |

## Передача согласных
| Буква или буквосочетание | Передача | Примеры                          |
| ------------------------ | -------- | -------------------------------- |
| b                        | б        | Ambovombe — Амбувумбе            |
| d                        | д        | Andapa — Андапа                  |
| f                        | ф        | Fianarantsoa — Фианаранцуа       |
| g                        | г        | Farafangana — Фарафангана        |
| h                        | х        | Antsohihy — Анцухихи             |
| j                        | дз       | Mahajanga — Махадзанга           |
| k                        | к        | Kandreho — Кандреху              |
| l                        | л        | Beloha — Белуха                  |
| m                        | м        | Moramanga — Мураманга            |
| n                        | н        | Nosy Varika — Нуси-Варика        |
| p                        | п        | Ambatolampy — Амбатулампи        |
| r                        | р        | Antsirabe — Анцирабе             |
| s                        | с        | Sambava — Самбава                |
| t                        | т        | Toliara — Тулиара                |
| ts                       | ц        | Tsiroanomandidy — Цируанумандиди |
| v                        | в        | Vohemar — Вухемар                |
| z                        | з        | Ankazobe — Анказубе              |

Специфические малагасийские звуки, обозначаемые на письме сочетанием согласных букв (dr, tr, mb, mp, nd, ng, ndr, nj, nk, nt, ntr, nts), передаются в транскрипции сочетаниями соответствующих букв в таблице выше.

## Ударение
Ударение в транскрипции не передается и падает на предпоследний слог или, в словах, оканчивающихся на -ka, -tra, -na, — на третий слог от конца.